# 火焰單棘躄魚
火焰單棘躄魚（學名：Chaunax flammeus），為輻鰭魚綱鮟鱇目單棘躄魚亞目單棘躄魚科的其中一種，為深海底棲魚類，分布於西印度洋海域，棲息深度760-810公尺，棲息在底層水域，生活習性不明。

## 扩展阅读
維基物種上的相關：火焰單棘躄魚